# 花咲いあん
花咲 いあん（はなさき いあん、1994年4月16日 - ）は、日本のタレント、元AV女優。プライムエージェンシー所属。

## 略歴・人物
東京都出身。2015年11月、アダルトビデオメーカー・プレミアムの専属女優としてAVデビュー。以降、2018年までに約300本のAV作品に出演。
趣味・特技は旅行。ウェブ番組『桃色ゲームチャンネル』では「元受付嬢」と紹介され、デビュー以前は丸の内の企業で受付嬢していたことを明かしている。
2018年スカパー!アダルト放送大賞で熟女女優賞を受賞。24歳での受賞は星野あかりと並ぶ最年少記録である。
2019年2月5日自身のツイッターやYouTubeチャンネルなどで、AV女優の引退を発表した。同時に、引退作品として、写真集の制作についても発表した。
事務所には継続して所属し、タレント、撮影会モデルとして活動する。
2020年6月、サイゾー主催のオールタイム「好きなAV女優アンケートトーナメント」にノミネート。
2022年3月より芸名を「お花ちゃん」に改名する。旧芸名から何かしら持ってきたかったこと、もっと気軽に接してほしかったことを由来としている。

## 作品

### アダルトDVD
出演未表記、別名義のものもあるため、代表的なものだけを記載
2015年
- 丸の内の現役受付嬢 清楚なお色気お姉さんAVデビュー!（11月7日、プレミアム）
- 初絶頂 膣イキ覚醒（12月7日、プレミアム）

2016年
- おしゃぶり女教師（1月7日、プレミアム）
- 放尿、潮吹き、大失禁。（2月7日、プレミアム）
- 働くオンナ猟り vol.24（3月2日、プレステージ）他出演:星川ういか、小西架純、荒川由紀、三原ほのか
- 義父のデカチンが忘れられず… 求められる度「いけない」と思いつつも自ら腰を振り中出しされる貞淑妻 3（3月2日、DOC）※「伊織」名義　他出演:紗江子
- 「10周年記念 ママさんバレーの合宿所で優しくヤられまくりSPECIAL 少年の勃起チ○ポを見て欲情した若妻は即ハメせずには終われない」（3月5日、DANDY）他5名出演
- 「身内チ○ポで何度も突かれイキ我慢するツンデレ姉が家族にバレないようにこっそりヤられる家庭内セックス現場を覗く」（3月17日、DANDY）他出演:星空もあ、荒川由紀
- おカネの為でいいじゃない(o≧▽ﾟ)o 友達だけど素股して下さい!!（3月19日、DOC）他出演:桜ちなみ、日比乃さとみ、笹本梓、菅野さゆき、大場ゆい ほか
- 誘惑♥美容室 声出しちゃダメ…魅惑誘惑のビューティーヘアサロン♥（4月1日、ドリームチケット）
- 相席居酒屋でナンパした仲良し2人組をお持ち帰り。コソコソHしていると隣の部屋にいるガードの堅い女友達はヤラせてくれるか 【其の八】（4月1日、変態紳士倶楽部）共演:紗藤まゆ　他出演:麻田みお ほか
- マジックミラー号 雪山で声をかけた恋人が欲しい女学生が本気のお見合い大作戦! 自らが選んだ好みの男性と2人っきりになると燃え上がりすぎて、濃厚なねっとりキスを連発! 両想い同士の「出会って即ラブラブ密着SEX」をお見せします!（4月7日、SODクリエイト）他出演:天音ありす、江奈るり、椎名そら
- 社内でこっそり… 誘惑密着セックス（4月7日、プレミアム）
- 120％リアルガチ軟派伝説 vol.35 in仙台（4月9日、プレステージ）※「さおり」名義　他出演:まお、よしみ、みゆ、なつき、ひとみ
- 若妻の初めての浮気 今日、兄貴の妻を寝取ります。（4月9日、MAGIC）
- 人妻の妊娠危険日ばかりを狙う顔の見えないレ×プ魔（4月13日、溜池ゴロー）
- 人妻イカせまくり中出しナンパ 焦らしと寸止めで連続昇天! 3（4月15日、LOTUS）他出演:峰エリ、桃瀬ゆり ほか
- 秘書の誘い 中出し・男潮吹き・美脚責め（4月25日、痴女ヘブン）
- オナフェラ! キミだけに語りかけ! オマ●コぴちゃぴちゃ 指入れ自画撮りオナニーの後に愛情たっぷりフェラチオ vol.01（5月1日、ロリオナ）他出演:涼川絢音、宮崎あや、広瀬うみ、跡美しゅり
- 可愛いOLのイケナイSEX事情 お仕事中にSEXしちゃう私は不謹慎ですか?（5月1日、S-Cute）他出演:春原未来、みほの、川奈まい
- 媚薬を飲ませて虜にさせるエビ反りレズエステ盗撮 8（5月1日、変態紳士倶楽部）他出演:篠田ゆう、紗藤まゆ、夢実あくび、日比乃さとみ、星野あかり、大槻ひびき
- 人妻を虜にする寸止め淫語レズビアン（5月7日、ビビアン）共演:通野未帆
- 淫語テレビショッピング（5月12日、ROCKET）共演:あやね遥菜、姫川ゆうな
- ラグジュTV × PRESTIGE PREMIUM 02（5月20日、プレステージ）他出演:上原瑞穂、あさひ美玲、美波あや、吹石れな、真木今日子、秋山夏凛、神谷円果、夏希みなみ、香純あいか
- 絶対にナマで男を口説き落とす愛人体質中出しお姉さん（5月25日、本中）
- もしもの時の近親相姦イメトレVTR 数年ぶりに会い見違えるほどに成長した姪の無防備な素肌に目が行き、互いに意識してしまった時 貴方ならどうする?（5月26日、SODクリエイト）他出演:跡美しゅり、池端真実
- マジックミラー便 才色兼備で年齢を感じさせない! 美しすぎる人妻編 全員35歳over! お上品で裕福な奥様が旦那より大きなデカチンと浮気しちゃう! vol.03 in銀座・青山・白金・世田谷 街行く清楚な人妻20人10本番! 超拡大スペシャル!! 2枚組8時間!!（5月26日、ディープス）他出演:嶋村杏里 ほか
- デリヘル呼んだら姉が来た! 結果、お店に内緒で中出し本番セックスする事になる 3（6月1日、sister）他出演:紺野ひかる
- 女子社員と不倫 飲んだ勢いでせがまれて超リスキーな生中出し!!（6月10日、ホットエンターテイメント）他出演:美咲ゆう、伊東紅 ほか
- 親友対決! 固定ディルド 腰ふり競争1000回ふらなきゃ帰れまセン!!（6月13日、はじめ企画）他5名出演
- 舞ワイフ 〜セレブ倶楽部〜 87（6月23日、AROUND）※「矢吹千尋」名義　他出演:杉本綾香
- スーパーヒロイン ドミネーション地獄 バトルプリンセス スパンデクサー（6月24日、GIGA）共演:通野未帆
- スチュワーデスin… ［脅迫スイートルーム］ Cabin Attendant Ian(25)（7月1日、ドリームチケット）
- つややか美人のエッチな誘惑（7月1日、S-Cute）他出演:早川伊織、牧村ひな、藤嶋唯
- 催眠性交 女子アスリートの剥き出しの性欲 ゴルフ部編（7月1日、ジャンヌダルク）※「みさき」名義
- 一般人の人妻が、乱交OKの混浴温泉に間違えて入ってきた!待ち伏せしていたワニ達に痴漢され羞恥興奮し、自ら勃起チ●ポを求めて中出し輪姦でイキ狂う!（7月1日、ゲッツ!!）他出演:篠田ゆう、阿川蘭
- 【ドッキリ】フットサル場トイレを使用禁止にしたら、スポーツ女子の野ション盗撮成功!! 「動画サイトにうｐしてイイですかｗ」で、生ハメ中出しまでヤレるか検証する!! 生放尿中（7月1日、ゲッツ!!）他出演:森はるら、夏希みなみ、篠田ゆう
- 田舎の村で発見!こんなところに美人妻♥ 即ハメ青姦中出しナンパ（7月1日、グリグリ）他出演:向井藍、森はるら、夏希みなみ、美堂かなえ、葵紫穂、江上しほ、黒崎潤、城崎桐子、芦屋静香
- これぞ興奮の真骨頂! バレないように彼女の親友とこっそりヤル! 12（7月7日、AKNR）他出演:通野未帆、水谷あおい
- 花咲いあん PREMIUM BEST 8時間（7月7日、プレミアム）※総集編
- 軟派即日セックス Mさん(21歳)銀行員（7月8日、S級素人）
- 貧乳にサスペンダーをつけている女子は小さな胸ゆえに感度が凝縮されていて、「乳首が擦れて気持ちいい…」と密かに思っている! 街で見つけた超プレミア級貧乳女子2人で徹底実証!!（7月8日、S級素人）他出演:唯川千尋
- 貧乳コンプレックスを抱えるノーブラ素人女子に、おっぱいが大きくなる薬と言って性感促進薬を30日間飲ませ続け、胸ポチが大きくなる様子を日々観察! 最後はビンビンの感度に仕上がった微乳をおいしく頂いちゃいました!（7月8日、DIY）他出演:唯川千尋
- 毎日学校でイジメられているボクは何日間か仮病で休んでいると、クラスのイジメっ娘たちが自分たちのせいで不登校になっているのではとビビって様子を見に来た。顔も見たくなかったけど、イジメられている事実を学校に報告すると言ったら彼女たちの態度が激変! なんでも言うことを聞いてくれると言うので、調子に乗ってオッパイが見たいと言うと最初は躊躇してたけど、1人が脱ぎ出すと負けじと他の2人も脱ぎ出す事態に! さらに思い切ってチ○ポを舐めてほしいと言うと、3人で我先にと取り合いになっていました。 最後は頼んでもいないのに中出しまでさせてくれて、もう気分は王様です。（7月19日、Hunter）他出演:星井笑、ひなたりこ ほか
- ラッキースケベ 突発性ハレンチ症候群（7月19日、ROOKIE）共演:なつめ愛莉、幸田ユマ、宮下華奈
- この奥さんの詳細わかりますか? 杉並区在住アパレル勤務のオシャレ激カワ妻と港区在住某ファッション誌の読者モデル美人妻がまさかの発情! なぜ“おっさん達にメッタ刺しされ何度もイキまくる”ことになったのか? その一部始終。（7月25日、ビッグモーカル）他出演:宮下華奈
- 実録 人間家畜ドキュメント2 (8月7日、アタッカーズ) 共演:倉多まお、篠田ゆう
- 生理前で疼いてしかたない発情マ○コをケガ人相手に顔面騎乗で倍プッシュ!それでも不完全燃焼の兄貴の彼女に勃起した近親チ○ポをみせつけたら生でヤレるのか?（9月9日、SCOOP）他出演:彩奈リナ、日比乃さとみ、七瀬ひなた、羽月都花沙
- 微乳と超乳 親友同士の濃密愛し合いレズビアン (11月3日、h.m.p) 共演:三島奈津子
- 「お願いします…イカセてください…」執拗な寸止めで限界までガマンしたあとの種付け生中出しで号泣!精神崩壊中出しSEX (10月20日、Mr.michiru)
- ヤリマンと噂だった美容師時代の花咲いあん (11月4日、無名時代)
- もしもデリヘル 生中出し10連発 (11月13日、HERO)
- 四畳半奴隷 微乳若妻チクビ嬲り 花咲いあん（12月2日、光夜蝶）
- 肉感ハレンチ極小レオタード VOL.9 花咲いあん（11月27日、ジャネス）
- 完全拘束イラマチオ2 花咲いあん（12月15日、グローリークエスト）

2017年
- 拘束中出し調教されてるドM美女がアナタを見ながらする絶頂 花咲いあん（1月7日、CORE）
- 逆痴漢マダムでございます 花咲いあん（3月1日、Fetish Box/妄想族）
- 禁欲10日目の媚薬6 花咲いあん（3月25日、セレブの友）
- 完全盗撮リアルドキュメント プライベートデートセックス 花咲いあん（4月1日、TEPPAN）
- 縛り拷問 黒マラと縄女 花咲いあん（4月19日、バミューダ/妄想族）
- たっぷりと癒されるメンズ乳首性感サロン 花咲いあん（4月19日、Fetish Box/妄想族）
- 隣のおじさんに犯され続ける美しすぎる団地妻 花咲いあん（4月28日、人妻花園劇場）
- 何度イッテもチ●ポを離さない汁漬け汗だくぶっ壊れオンナ 花咲いあん（5月5日、ワープエンタテインメント）
- M×Mレズビアン 花咲いあん 桃瀬ゆり（5月13日、セレブの友）共演：桃瀬ゆり
- 皆のねとられ投稿話を再現します 僕が作ったFXの負債で証券会社の営業マンに泣く泣く嫁を寝盗られました（5月25日、JET映像）
- 温泉街の風俗嬢 出稼ぎ妻とずっぽりしたら先輩の奥さんだった件で… 花咲いあん（5月25日、タカラ映像）
- 彼女のママの乳首チラッチラ。 花咲いあん（6月1日、VENUS）
- 首絞めI LOVE YOU 花咲いあん（6月2日、ワープエンタテインメント）
- 酔った義母が発情し、親父と間違え誘惑されて生中出ししちゃった僕。 花咲いあん（8月1日、ABC/妄想族）
- 口全ワイセツ チンシャブ美女の口ま○こ丸呑みフェラとPtoM 花咲いあん（8月4日、h.m.p）
- うちの妻が寝取られました。 友人にお金を借りたら担保代わりに妻が肉欲ペットに調教されました 花咲いあん（9月13日、アクアモール）
- 母娘強制懐妊 まだお下げ髪が似合っていた頃、この子を身ごもりました…（9月25日、オーロラプロジェクト・アネックス）共演：今井まい
- 上から目線で誘惑するフェロモン淫魔に精子が空になるまで毎晩吸い尽くされる 花咲いあん（9月25日、h.m.p DORAMA）
- ゆけむりたび カメラマンに激写された義父との関係 花咲いあん（9月28日、タカラ映像）
- 花咲いあんちゃんが、にしくん家にやってきて、【ハメ自撮り】SEXしたり、酒飲んで一緒に寝てそのまま朝ハメハメしたりした！* その一部始終！（10月19日、SODクリエイト）
- 微乳と超乳 親友同士の濃密愛し合いレズビアン（11月3日、h.m.p）共演：三島奈津子
- 生意気だから犯したい。 弟の嫁 花咲いあん（11月25日、ながえスタイル）
- 鉄板complete 花咲いあん BEST 清楚な美女が淫らに誘う性交（12月1日、TEPPAN）

2018年
- 拷問エンドレス 花咲いあん（2月16日、ドグマ）
- 親友の妻 寝取る！ 犯されても強烈に残る乱暴なサオ 花咲いあん（4月13日、ながえスタイル）
- 究極のW癒しメンズ回春エステSalon DIAMOND（6月1日、h.m.p）共演：佐々木あき
- 終電がなくなりちょっと綺麗めの上司の家に泊まることに…メイクを落としたすっぴん顔が幼くまさに俺好みの顔だった！ (6月7日、アキノリ）他出演: 美咲かんな、早川瑞希
- 人妻達の恥辱の記憶 (6月8日、新世紀文藝社）他出演:加藤みゆ紀、二階堂ゆり、涼川絢音、波多野結衣
- 艶めかしい舌使いと唇の感触!! 柔らかな女体を使って男をイカセまくる美女エステサロン（7月6日、h.m.p）他出演：若菜奈央、佐々木あき、笹倉杏、霧島さくら
- もう死んだってかまわない！9 超ラッキーの連続で巻き起こるスケベ過ぎる一日！鼻血が止まらないくらいの夢のエロハプニング続出！（7月19日、ゴールデンタイム）他出演：優月まりな、河音くるみ、佐倉ねね、塚田詩織、MIRANO、優月りな、玉木くるみ、愛里るい、今井まい
- 完全拘束・完全支配拷問ドラッグ（7月19日、ドグマ）
- 完全着衣の美学 胸・尻が密着するマキシワンピに発情しちゃった俺 2（8月1日、アキノリ）他出演：美咲かんな、かなで自由
- ダメ夫の借金返済のために・・ 妻は、他人棒をくわえ込みながら何度も離婚を考えた。（8月13日、ながえスタイル）他出演：桐谷まほ、成宮いろは
- ノックせずにドアを開けると目の前に無防備な姿の女が…二人きりの密室で勃起したチ○ポに発情した女がねっとりフェラ対応してくれた（8月23日、アキノリ）他出演：吉良いろは、高杉麻里、枢木あおい、前田可奈子、水城奈緒、宮川ありさ、愛華みれい、吉川あいみ、かなで自由
- 危険日直撃！子作りする性教育！（9月6日、Mr.michiru）
- 性欲中枢正常化病棟ナースの実録カルテ（9月14日、ケイ・エム・プロデュース）共演：市橋えりな、碧しの
- 欲と欲をぶつけあう！ 下品な大人の接吻（9月25日、ながえスタイル）他出演：塚田詩織、瀬戸すみれ
- 発射オ～ライ!! バックオ～ライ!! 美人中出しバスガイド膣内車庫イキッ!!（10月12日、ケイ・エム・プロデュース）共演：NIMO、早川瑞希、速海りん
- 三麗賢女凌辱演義 ～三匹の手下と裏切られた賢女～（10月12日、GIGA）
- 実話再現NTRドラマ コンビニ開業した夫婦に起こった悲劇 万引き誤認当日ネトラレ（10月19日、熟女はつらいよ）
- 美人鼻フック ブサイク改造ビフォーアフター（10月20日、レイディックス）他出演：桃瀬ゆり、瀬戸すみれ、麻生知香、麻乃みゆき
- 奴隷を尿で飼いならす 女王様の聖水（10月20日、レイディックス）
- 息子の嫁（11月1日、プラネットプラス）
- じんかくそうさ洗脳催眠（11月7日、山と空）
- 痴女っ気たっぷりなナースと女医がオナニーをコントロールしてくれる『センズリ指示（JOI）病院』（11月8日、SODクリエイト）共演：香苗レノン、向井藍、美咲かんな
- 禁断介護（12月6日、グローリークエスト）
- 被害者はいつも女 密室婦女暴行魔 2（12月14日、ながえスタイル）他出演：桜木優希音、羽生ありさ
- 合法的公然わいせつ! オフィスに痴漢デリ嬢を呼んで後ろからも前からも触り放題! 本番禁止も関係ない! 後ろから生で挿れて中出し発射! 痴漢をされにやってくるデリ嬢（12月20日、Mr.michiru）

2019年
- 隣の美人妻 泥酔し部屋を間違え「ただいま～！」（1月1日、プラネットプラス）
- 童貞女装娘レズSEX 高級人妻オイルエステ（1月15日、ピーターズ）共演：荒金さとみ、藍川美夏
- 夜這い 真夜中に寝ている夫の隣で中出しされる人妻 5（1月17日、グローリークエスト）他出演：竹内麻耶、加山なつこ、羽生ありさ、成澤ひなみ
- W解禁飲尿レズビアン ～オシッコで深め合う愛の絆～（1月19日、エムズビデオグループ）共演：七海ゆあ
- 夜勤中に居眠りしている看護師を夜這いしちゃった俺 7（1月24日、アキノリ）他出演：前田可奈子、水野朝陽
- 私と結婚してくれなかった最低な元カレと1泊2日中出しされまくり婚前裏切り温泉旅行（1月25日、本中）
- ドリシャッ!!（2月1日、ワープエンタテインメント）
- 100万×中出し 女が欲しいのは愛かお金か中出しか!!? AV女優37人の新感覚中出しサバイバル!!（2月1日、本中）共演：蓮実クレア、玉木くるみ、宮村ななこ、美浦あや 他 ※「AV OPEN 2018」企画部門エントリー作品
- JOI淫語痴女株式会社（2月8日、ケイ・エム・プロデュース）他出演：跡美しゅり、篠田ゆう、新村あかり
- 受付嬢の湿ったパンスト（3月7日、アタッカーズ）
- 乳首責め専門デリヘル嬢に騎乗位で生中出し 2（3月21日、Mr.michiru）他出演：吉川あいみ、蓮実クレア、佐々木あき、百合川さら、富田優衣
- シロウト女子個人撮影ハメ撮り日記 傷心ドM OLいあんさんCかっぷ（3月23日、シャーク）
- 殿堂! スーパーアイドル4時間 花咲いあん（4月12日、ケイ・エム・プロデュース/Million）※単体ベスト
- 動画配信サイトアカウント停止動画 セクシー女優 花咲いあん（4月26日、プレステージ）
- 激レア素人ちゃんを連れてきた。vol.10 国内唯一の舌ヨガ講師・いあんさん（34歳）＆大手旅行会社の社長秘書・まいなさん（26歳） (10月25日、激レア素人ちゃん/妄想族) 他出演:優梨まいな

2020年
- お久しぶりです 花咲いあんです（10月1日、素人の時間/妄想族）

### アダルトVR
2016年
- 色っぽい美女の淫語手コキが天国レベル（11月10日、ミッシェル/CASANOVA）
- 集団VRフェラ ～VRだから実現! これが本当のハーレム状態!～（11月10日、KMPVR）共演：乙葉ななせ、浜崎真緒、美咲かんな
- 絶世美女のオナニーが超絶景（11月25日、ミッシェル/CASANOVA）

2017年
- 最高美女の口に委ねる俺のチ○ポ（1月13日、ミッシェル/CASANOVA）
- イクとこ見てて? 女の本気オナニー（2月17日、CASANOVA）他出演：佐々木あき、篠崎みお、春日部このは、綾波まこ
- 見つめてしゃぶるWフェラ（3月7日、ブイワンVR SEX）共演：いろはめる
- 生中出し ラブラブ同棲性活（3月15日、ブイワンVR SEX）
- 激ハメ生中出し! 美マンにブチ込め!!（3月15日、ブイワンVR SEX）
- 花咲いあん 連続昇天オナニー（4月12日、ブイワンVR SEX）
- 深夜バスで、興奮した彼女が他に客がいるにも関わらずSEXをおねだりしてくる（9月12日、KMPVR）
- 鬼イカセVR!! 美しすぎる女のイキ顔を眺める（9月12日、KMPVR）
- 集団バス痴漢セックスVR～OL・女子校生編～（9月19日、KMPVR）共演：佳苗るか
- 夜這い激腰フリ中出しSEX（11月10日、AVVR）
- 花咲いあん 拘束玩具イカセ（11月28日、AVVR）

2018年
- 超VIP席! 美巨尻美女達の見せ付けレズ（1月12日、フランソワ/CASANOVA）共演：神ユキ
- Wランジェリーな中出しSEX（1月13日、AVVR）共演：篠田ゆう
- 花咲いあん 徹底的ディルドオナニー（2月10日、AVVR）
- 裏クチコミ評価5のビジネスホテル マッサージ編（2月23日、フランソワ/CASANOVA）
- Wブッキングでうっかり3Pセックス（2月23日、フランソワ/CASANOVA）共演：神ユキ
- いつでもどこでも好きな時に中出しできる都合のいい俺専用セックスフレンド（4月21日、KMPVR）
- 仮想現実ライブチャット iAnちゃんログイン中（4月27日、ミッシェル/CASANOVA）
- 長尺VR! リアル悪徳エステ体験! 一般客に媚薬を飲ませ高級オイルマッサージで感度覚醒! コリをほぐすだけとグチョグチョに興奮したマ●コを刺激して痙攣するまで生中出し! 2（5月29日、SCOOP VR）他出演：三原ほのか
- 舐めプレイ×バイノーラル×バニーガールカフェへようこそ（11月14日、KMPVR）共演：美谷朱里
- ハイレグ見せつけVR（11月28日、KMPVR）共演：かなで自由
- 花咲いあん どぴゅっ×9 連続射精（12月19日、KMPVR -彩-）
- VR長尺「いっぱい射精してくださいね…」激務で性欲溜まりきった白パンスト穿いたデカ尻看護師4名が脚コキ/フェラ/尻コキご奉仕! 嫁に内緒で不妊治療の検査入院しただけなのにナース全員とSEXしてしまった!（12月20日、V&R PRODUCE）共演：桜木優希音、紗々原ゆり、松下美織

### イメージDVD
- 初裸 84（2015年10月1日、REbecca）

## 出演

### ドラマ
- 雨の首降り坂（2018年１月８日　JCOM）
- 新宿セブン（2017年　テレビ東京）
- 特命係長只野仁　第４話（2017年　AbemaTV オリジナル２）

### オリジナルビデオ
- 薬物の代償～性に溺れた女～（2017年7月、オールインエンタテインメント）女子大生編・美咲役[8]

### テレビバラエティ
- ゴッドタン（2017年10月29日　テレビ東京）
- ケンコバのバコバコテレビ（2018年‐2019年5月4日、サンテレビ）
- 桃色♡ゲームチャンネル（2018年3月8日[9] 、3月30日、4月26日[10]、AbemaTVウルトラゲームス）
- セクシー女優ダラケのオールスター感謝祭（2018年10月4日、BSスカパー!）[11]
- 友旅女子　花咲いあん×成宮潤(2018年9月、エンタ!959）

### インターネット番組
- トイズハートプレゼンツ「とりあえずナマで！」（2018年12月9日&12月12日、Youtube トイズハートチャンネル）＊第８回ゲスト花咲いあん&三島奈津子[12][13][14]
- プライム学園高等部 球技大会2018秋（2018年12月20日[15]‐、pafan!）‐白組リーダー
- 毒ノ華　第四話・人形華（2019年1月25日、DMM.com） - 真生役[16][17]（主演）
- 極楽とんぼKAKERUTV（2019年2月28日[18]、AbemaTV）

## その他

### コラム執筆
- いあんと奈津子（2017年10月10日 - 2017年12月31日、東スポ裏通り）[19][20] - 三島奈津子との対談連載
- 花咲いあん＆桃瀬ゆりのWe loveおしべ（2018年1月23日[21] - 2018年4月4日[22]、東スポ裏通り） - 桃瀬ゆりとの対談連載
- そのままっ！イカせて！ 花咲いあん編（2018年4月21日[23] - 2019年5月4日[24]、東スポ裏通り）

### アダルトグッズ
2018年
- ふわマン 花咲いあん（4月25日、日暮里ギフト）※Wホールタイプオナホール
- 激フェラ 超絶快感舌技 花咲いあん（8月8日、日暮里ギフト）※非貫通オナホール
- 花咲いあん 濃厚擬似精液ローション（8月8日、日暮里ギフト）※ノーマルタイプ・ローション
- AV ONA CUP ＃007 花咲いあん（12月3日、日暮里ギフト）※非貫通オナホール
- 痴女ナースの性感治療 花咲いあん（12月5日、日暮里ギフト）※非貫通オナホール
- 痴女ナースの淫汁 花咲いあん（12月5日、日暮里ギフト）※ノーマルタイプ・ローション